# Tim Duncan
Timothy Theodore Duncan (sinh ngày 25 tháng 4 năm 1976) là một cựu cầu thủ bóng rổ chuyên nghiệp người Mỹ. Ông đã dành toàn bộ sự nghiệp 19 năm của mình (1997-2016) với đội bóng rổ San Antonio Spurs thuộc Hiệp hội Bóng rổ Quốc gia (NBA).
Duncan khởi nghiệp là một vận động viên bơi lội và chỉ bắt đầu chơi bóng rổ từ năm lớp chín sau khi cơn bão Hugo năm 1989 phá hủy hồ bơi có kích thước Olympic duy nhất trên quê nhà Saint Croix, Quần đảo Virgin thuộc Hoa Kỳ của ông. Ông chơi bóng rổ cho trường trung học Tân giáo St. Dunstan. Ở trường đại học, Duncan chơi cho Wake Forest Demon Deacons, giành giải Naismith College Player of the Year (tiếng Việt: Giải Cầu thủ đại học của năm Naismith), USBWA College of the Year (tiếng Việt: Giải Cầu thủ đại học của năm USBWA), và John Wood trong năm cuối cấp.
Sau khi tốt nghiệp đại học, Duncan đã nhận được danh hiệu NBA Rookie of the Year sau khi được San Antonio chọn với lựa chọn tổng thể đầu tiên trong dự thảo NBA 1997. Được coi là cầu thủ có sức mạnh lớn nhất mọi thời đại cũng như một trong những cầu thủ bóng rổ vĩ đại nhất trong lịch sử NBA, ông là nhà vô địch NBA năm lần, NBA MVP hai lần, MVP NBA Finals ba lần, NBA All-Star 15 lần, và là cầu thủ duy nhất được chọn vào cả hai đội All-NBA và All-Defensive trong 13 mùa liên tiếp.
Bên ngoài sân bóng Duncan được biết đến với bản tính trầm lặng và ít nói và làm từ thiện tích cực. Ông có bằng tâm lý học và đã thành lập Quỹ Tim Duncan để nâng cao nhận thức về sức khỏe nói chung và giáo dục quỹ và thể thao thanh thiếu niên ở nhiều vùng khác nhau của Hoa Kỳ.

## Đầu đời
Duncan sinh ra ở Saint Croix, Quần đảo Virgin thuộc Hoa Kỳ. Ông là con trai của hai người di cư từ Anguilla: Ione, một nữ nhân viên hộ sinh và William Ducan, một thợ nề. Ông có hai chị gái là Cheryl và Tricia, với một người anh trai tên Scott - một đạo diễn phim và đạo diễn hình ảnh. Cheryl từng là một nhà vô địch bơi lội trước khi bà trở thành một y tá, còn Tricia từng đại diện Quần đảo Virgin tham gia Thế vận hội mùa hè 1988 ở Seoul.
Ở trường, Duncan là một học sinh sáng giá và có ước mơ trở thành vận động viên bơi lội giống Tricia. Ông bộc lộ khả năng trong các quãng bơi tự do 50m, 100m và 400m, có mục tiêu tham gia Giải Olympics năm 1992 với tư cách là thành viên đội tuyển Hoa Kỳ.
Tuy nhiên, sau khi bão Hugo năm 1989 phá hủy bể bơi kích thước Olympics duy nhất trên quê nhà ông, ông buộc phải bơi ở biển. Nỗi sợ cá mập đã khiến Duncan mất hứng thú với bộ môn này. Duncan bị thêm một cú sốc tâm lý khi mẹ ông qua đời do ung thư vú ngày 24 tháng 4 năm 1990, trước sinh nhật 14 tuổi của ông. Duncan và hai người chị gái đã hứa với mẹ sẽ tốt nghiệp đại học. Đây là lí giải cho tại sao Duncan từ chối rời đại học sớm để tham gia NBA.

Duncan không bao giờ thi đấu bơi lội nữa, và anh rể đã khuyến khích ông chuyển sang chơi bóng rổ.

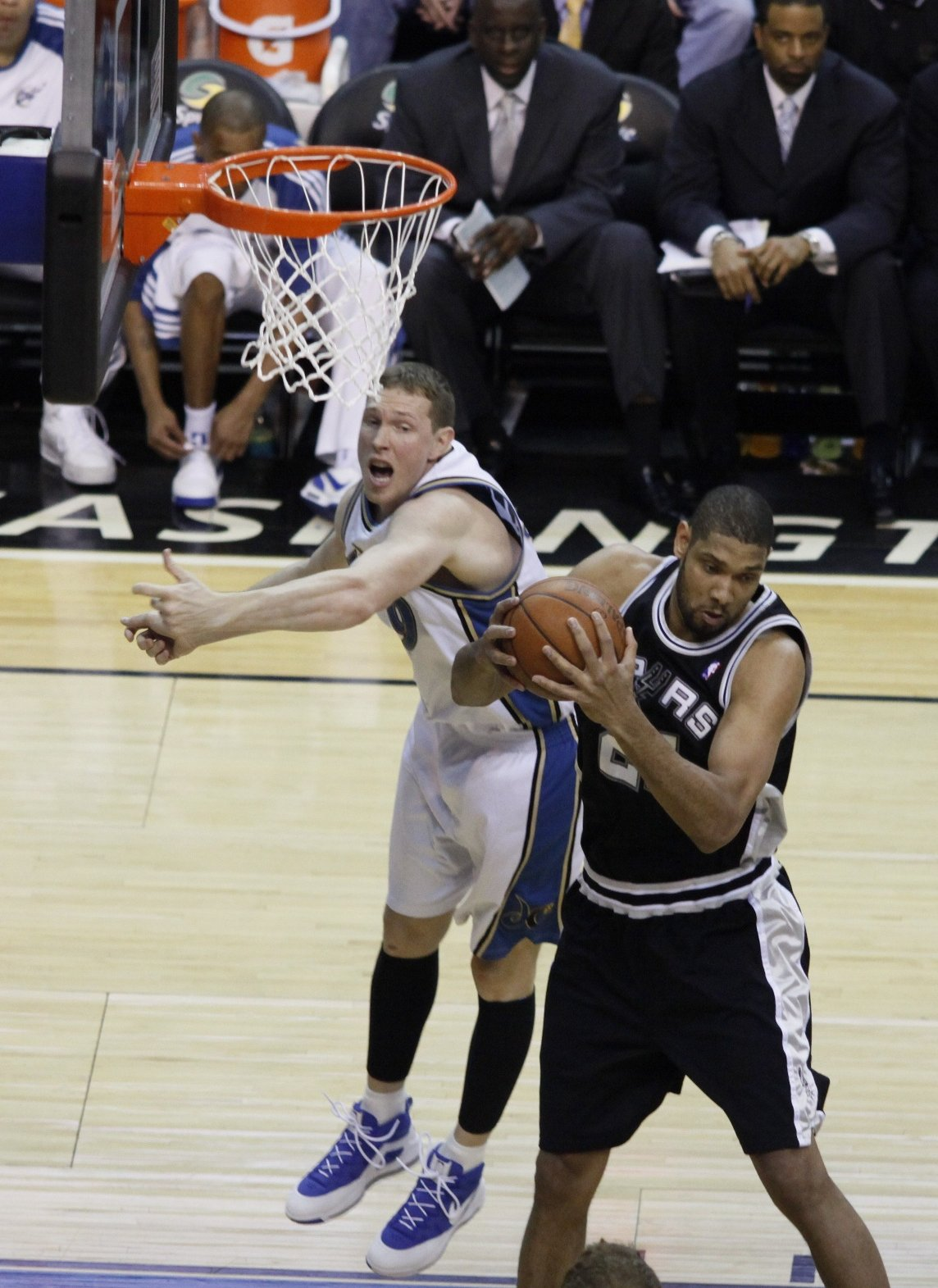
Duncan, 2009